# Cherokee Outlet

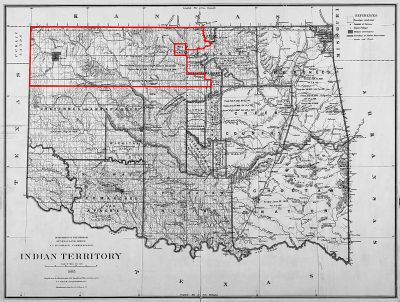
Das Cherokee Outlet 1885 (rot umrandet)

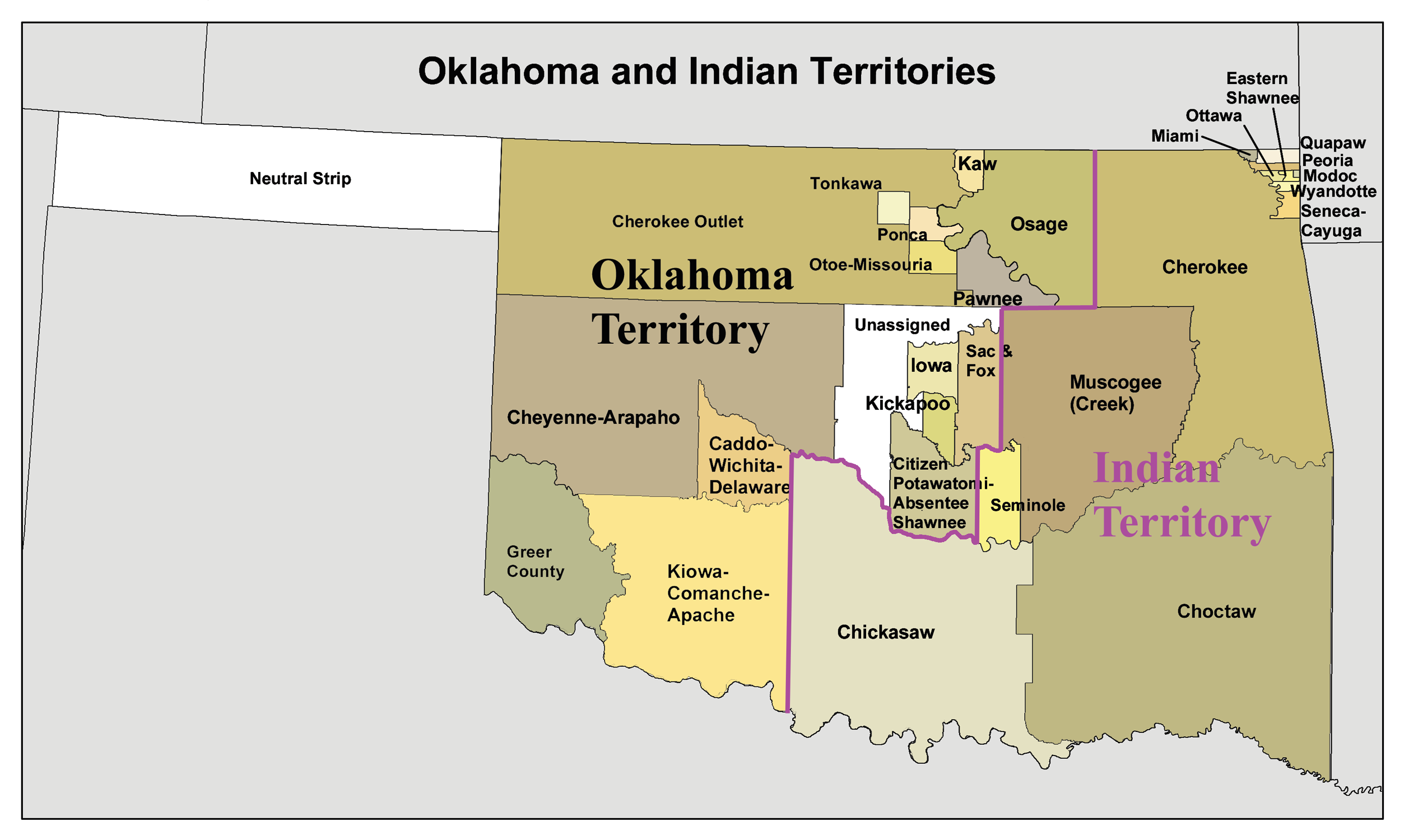
Die einzelnen Teile des späteren Oklahoma

Das Cherokee Outlet, gelegentlich auch als Cherokee Strip bezeichnet, ist ein historisches Gebiet im Norden des heutigen Oklahoma, zwischen dem 96. und dem 100. westlichen Längengrad. In diesem Areal liegen die heutigen Städte Enid, Ponca City und Woodward. Es gehörte zum Gebiet der Cherokee und bestand zwischen 1838 und 1893, als es durch einen Land Run für angloamerikanische Siedler geöffnet wurde.
Die alternativ gebrauchte Bezeichnung Cherokee Strip ist nicht eindeutig: sie kann sich auch auf einen etwa drei Kilometer langen Streifen an der Südgrenze von Kansas beziehen, der nach einer Vermessungsunstimmigkeit von den Cherokee bis 1866 beansprucht wurde.

## Geschichte
Nach dem Vertrag von New Echota 1836 wurden die Cherokee nach Westen in das später so genannte Indianerterritorium umgesiedelt, dies geschah ab 1838 unter teilweise inhumanen Bedingungen („Trail of Tears“). Das damals zugeteilte Hauptgebiet der Cherokee liegt im Nordosten des heutigen Oklahoma, im Westen ging aber noch ein rechteckiger, nicht ganz hundert Kilometer breiter Streifen bis zum 100. Längengrad weg.
Nach dem Sezessionskrieg wurden die Verträge mit den Indianern im späteren Oklahoma neu verhandelt, da die meisten der so genannten Fünf Zivilisierten Stämme auf Seiten der Konföderation gekämpft hatten. Im Unterschied zu den Muskogee oder Seminolen wurde das Gebiet der Cherokee nicht verkleinert, allerdings mussten sie sich verpflichten, Land im Cherokee Outlet Indianervölkern aus den Great Plains zu verkaufen. Dies wurde vor allem von Gruppen in Anspruch genommen, die aus Kansas verdrängt wurden: von den Ponca, Tonkawa, Otoe-Missouria und Kaw, vor allem aber von den Osage, die das Gebiet östlich des Arkansas erwarben (dem heutigen Osage County entsprechend) und damit das Outlet vom Hauptgebiet der Cherokee abtrennten.
Da die Cherokee überwiegend Landwirtschaft und weniger Viehzucht betrieben, wurde das Outlet von ihnen selbst wenig benutzt, allerdings wurde es teilweise als Weideland verpachtet. Auch der 1867 eingerichtete Chisholm Trail führte quer durch das Gebiet.
Die Situation änderte sich in den 1880er-Jahren, als mit dem Bau der Eisenbahn das Interesse der Siedler geweckt wurde, es gab (so wie in den sogenannten Unassigned Lands südlich des Areals) Versuche von Kolonisten (von der zeitgenössischen Presse Boomers genannt) sich im Land festzusetzen, die von der Kavallerie beendet wurden. Mit der Öffnung der Unassigned Lands 1889 war das Schicksal des Outlets allerdings entschieden: per 1890 wurden alle Verträge der Cherokee-Verpachtungsgesellschaft (Cherokee Livestock Association) vom Kongress für ungültig erklärt und das Land zum Preis von 1,25 $ per Acre erworben – ein viel zu niedriger Preis, gegen den die Cherokee vergeblich protestierten.
Mit Wirkung vom 16. September 1893 wurde das Gebiet für Siedler geöffnet. Dies fand in Form eines Land Runs statt, der Land Run von 1893 war das größte Ereignis dieser Art in der Geschichte der Vereinigten Staaten, viermal so groß wie der erste und bekanntere Land Run von 1889. Durch die schiere Anzahl der Teilnehmer war der Verlauf des Land Runs aber dermaßen chaotisch, dass nur noch ein weiterer stattfand und man ansonsten von dieser Methode Abstand nahm.
In diesem Gebiet wurde in weiterer Folge eine Lokalverwaltung in Form von Countys eingerichtet, die provisorisch mit Buchstaben bezeichnet wurden, und die dann andere Namen erhielten. Nur für das County K wurde kein anderer Name gefunden, es heißt jetzt Kay County.